# ネバタゴガエル
ネバタゴガエル（根羽田子蛙、学名：Rana neba）はアカガエル属のカエルの一種。種小名のnebaは、基産地である長野県根羽村にちなみつけられた。2n=28のタゴガエルとして知られていたが、2014年に新種として記載された。
2006年には根羽村の天然記念物に指定されている。

## 分布
日本の固有種で、長野県根羽村周辺にのみ分布する。

## 形態
雄は頭胴長 37.7-48.3mm、雌は 43.9-45.6mm。背面は平滑か、わずかに顆粒を持ち、鼓膜の一部と周囲および上唇に粒起を密集させる。タゴガエルと形態的な差異はほとんど認められず、識別は困難である。
タゴガエルの染色体数は2n=26であるが、本種は2n=28である。染色体のうち、端部動原体型の第5、6対はタゴガエルの[ 第一染色体が切断して生じたものと考えられており、タゴガエルと本種の雑種は染色体の対合異常により不妊になるとされる。
本種はタゴガエル（Rana tagoi）に非常に近縁であるが、雄の鳴き声が異なり、声紋分析の結果、生殖隔離を起こすほどの違いがあるとされている。鳴き声は「キュー・グッグッ」と、犬のようなものを発する。
Etoら（2012）でいうところのA-4グループに相当。mtDNA解析結果はほかのクレードAと大差なしとされたが、のちに核DNA解析の結果、他のグループとの違いが明らかになった。

## 生態
山地に多く生息する。繁殖期は4〜5月で、渓流の縁にある岩の隙間や地下に産卵する。オスは緩い流れの水域でメスを待ち、巣穴の中で鳴く。卵は球状の卵塊として産み出される。